# Vutkovich Sándor (filozófus)
Idősebb Vutkovich Sándor (Veszprém, 1845. szeptember 21. – Pozsony, 1905. január 13.) filozófiai doktor, jogakadémiai tanár, irodalomtörténész, szerkesztő és a pozsonyi Toldy Kör tiszteleti elnöke.

## Élete
Középiskoláinak végeztével 1868-ban tanári vizsgát tett és a pécsi ciszterci-rendi főgimnáziumban tanári pályára lépett. 1870. július 31-től 1876. szeptember 22-ig a Pozsonyi római katolikus főgimnáziumban a latin, görög és német nyelv tanára, 1876-tól fogva pedig a pozsonyi jogakadémia filozófiai karának rendes tanára volt. Az 1870-es években több mint 100 népies felolvasást tartott, amiért a pozsonyi hölgyek ezüst serleggel tüntették ki. (Utolsó felolvasását 1904 november elején tartotta Petőfi Zoltánról.)
1874. március 28-án alapította a pozsonyi Toldy-kört; 16 évig volt annak egyik főtisztviselője és 1887. május 15-től elnöke, majd díszelnöke. Elnöki minőségében 22 helyen nyitott magyar tanfolyamot idegenajkúak részére és számos felolvasást rendezett az ország fő tudósaival. Ő rendezte Toldy Ferenc félszázados és Tóth Kálmán negyedszázados írói jubileumát és a Vörösmarty- és Virág Benedek-féle nemzeti ünnepeket. Pozsony törvényhatósági bizottságának két évtizedig tagja volt. A millennium alkalmából ő tartotta az ünnepi beszédet a város nevében. Húsz évig igazgatótanácsos volt a tanítóképzőben. Sok évig elnöke volt a pozsonyvárosi iskolaszéknek, a Széchenyi-körnek, és más egyesületeknek. Szakolcán az ő támogatásával alakult a Gvadányi-kör, melynek tiszteleti tagja volt. Az ő és gróf Zichy József kezdeményezésére alakult a pozsonyi magyar színpártoló egyesület. Pozsonyi működése alatt rendkívül sokat tett a város magyarosodásáért és a magyar színészet állandósítása körül. 1905-ben hunyt el 59 éves korában Pozsonyban.
Fia, Ifjabb Vutkovich Sándor 1904 novemberében a Toldy-kör 30 éves jubileumán az akkor már beteg édesapja nevére 10.000 koronás irodalmi alapítványt tett.

## Művei

### Folyóiratcikkek
Ezernél több vezércikket írt. A Petőfi-kultusz terjesztése érdekében számos cikke jelent meg külföldi lapokban is. A Pécsi Lapoknak és a Pécsi Közlönynek munkatársa volt 1869-ben és a 70-es évek elején. Cikkei a következő hírlapokban: Szabad Egyház (1871. Ünnepi beszéd Toldy Ferencz félszázados írói pályájának alkalmából ápr. 23.); Pressburger Zeitung (1871. 221-223. «Skizzen aus dem Leben Petőfi's», 1872. 75., 76. sz. Zum 25. jährigen Schriftsteller-Jubilaeum des vaterländischen Dichters Koloman Tóth, 80-81. Der 8. April. Ein Gedenkblatt, den Manen Széchenyi's gewidmet); Temesi Lapok (1876. Vázlatok b. Jósika Miklós életéből s költői működésének hatása); Pozsonyvidéki Lapok (1879. 162. sz. Vörösmarty szerelme, 1881. 54. l. Emlékezzünk meg elhunyt jeleseinkről. Látogatás a pozsonyi evang. temetőben); Westungarischer Grenzbote (1880. 14 tárcaczikk Petőfiről, 1881. 2722. sz. Ein Gedenkblatt: Coloman Tóth); Fővárosi Lapok (1881. A kegyelet oltáránál: Dux Adolf és Csató Pál); Koszorú (1882. Petőfi Pozsonyban, újabb adatok, 1883. Petőfi első szónoklata); Pozsonyvidéki Lapok (1882. 114. sz. Töredék Petőfi színészkorából, 1883. 85. sz. Jósikáné, 1883. 61. sz. Pozsonyi emlékek, 10. sz. Báró Jeszenák János, 126. sz. Rázga Pál emléke, 128. Emlékezés Szlemenics Pálról); Aranyos (1883. l. sz. Báró Jósika Miklós és szülőháza, 3. sz. A Jósika-féle emléktábla-ügyben); Nyugatmagyarországi Hiradó (1890. 115. sz. Csató Pál, 1898. 163. Hol lakott Petőfi Pozsonyban? 1900. 39. Pozsony a magyar hirlapirodalom bölcsője, 42., 72., 73. Még egyszer az első magyar nyelvű hírlapról, 1901. 48., 49. Az állatok a közmondásokban és népdalokban, 18. Fáy András, dec. 15. Bél Mátyás és Rát Mátyás, 242. Petőfi szerelméről, 1902. 15., 21 Pozsonymegye nevezetesebb szülöttjei, 9. Mikor lakott Pozsonyban az «Obsitos» költője? 121. Petőfinek diákéletéből, 80. Gróf Széchenyi István, 60. A helyes magyarság elvei, 203. Töredékek br. Jósika életéből, 1905. 12. Töredék Petőfi Sándor életéből); munkatársa volt a Pesti Naplónak, a Honnak, Veszprémnek (ahol sok vezér- és tárcacikke jelent meg), a Hazánk és Külföldbe irodalmi életrajzokat írt.
Megindította 1873. máj. 12. a «Pozsonyvidéki Lapok» című hetenként kétszer megjelent vegyes tartalmú hírlapot (mely 1875. júl 1. politikai lett) és szerkesztette 1876. okt. 31-ig; 1888. máj. 6. átvette a Pozsonymegyei Közlöny felelős szerkesztését s egyúttal a lap tulajdonjogát. 1890. szept. 14. keletkezett a Nyugat-Magyarországi Hiradó politikai napilap, melynek eleinte főszerkesztője volt; részben tulajdonosa 1880. dec. 13-ig s 1890. dec. 14-től 1894. okt. 13-ig felelős szerkesztője és a laptulajdonosok képviselője; 1894. okt. 13-tól 1901. dec. 13-ig felelős szerkesztő és kizárólagos laptulajdonos; 1901. dec. 14-től 1902. jan. 31-ig főszerkesztő és laptulajdonos; 1902. febr. 1-től főszerkesztő. Álnevei: Várnai és Csákány Laczi a Pécsi Lapokban és a Pozsonyvidéki Lapokban (1868, 1875).

### Önállóan megjelent művei
- Goethe mint drámaíró. Irodalomtörténeti tanulmány. Pécs, 1870
- Javaslat a... pécsvárosi községi iskolák igazgatása s újjászervezése tárgyában. Pécs, 1870
- Magyar Írók Albuma. Élet- és jellemrajzok. Pozsony, 1873
- Nyelvészeti Galanteriák. Pozsony, 1874 (Csákány Laczi álnévvel)
- Emlékbeszéd Toldy Ferencz fölött. Pozsony, 1876 (Toldy-gyászünnepély Emléklapjai)
- Magyar Írók Névtára. Életrajzi és könyvészeti adatok gyűjteménye. Pozsony, 1876 (Moenich Károllyal)
- A pozsonyi Toldy-kör évkönyve. I. évf. Pozsony, 1879 (szerk.)
- Emlékbeszéd Virág Benedekről. Pozsony, 1880
- Kisded szótár. Pozsony, 1882 (a Nyelvészeti Galanteriák 2-dik kiadása)
- Töredékek Petőfi Sándor életéből. Pozsony, 1883. 10 képpel (M. Helikon 5-8. 2. jav. kiadás. Pozsony, 1885)
- Báró Jósika Miklós. Pozsony, 1883. rajzokkal (Magyar Helikon 17.)
- Ünnepi beszéd a millenium alkalmából. Pozsony, 1896
- Magyartalanságok. Pozsony, 1899
- Ünnepi beszéd a Toldy-kör Petőfi ünnepén a városház nagy termében 1899. okt. 29. Pozsony
- Magyarosan. Pozsony, 1900
- Ünnepi beszéd a pozsonyi kir. jogakadémiának Erzsébet ünnepén 1900. nov. 18. Pozsony
- Ünnepi beszéd a Toldy-kör Vörösmarty ünnepén 1900. decz. 2. Pozsony
- Az állatok a magyar költészetben és a nép ajkán. Pozsony, 1901
- Ünnepi beszéd a balaton-almádi Petőfi-szobor leleplezésekor 1902. júl. 31. Pozsony
- Tükördarabok. Pozsony, 1903
- A nőkről. Pozsony, 1903
- A teremtés koronája. Pozsony, 1903
- Petőfi Zoltán. Pozsony, 1904
- Nyelvészeti dolgok. Pozsony, 1904
- A pozsonyi «Toldy-kör» harminczéves története. A «Nyugatmagyarországi Hiradó» politikai napilapban megjelent tárczák bővített kiadása. Pozsony, 1905. Szerző fénynyom. arczk.